# Abram Samoilovitch Besicovitch
Abram Samoilovitch Besicovitch (hay Besikovitch) (tiếng Nga: Абра́м Само́йлович Безико́вич; ngày 23 tháng 1 năm 1891 – ngày 2 tháng 11 năm 1970) là nhà toán học Nga làm việc chủ yếu tại Anh. Ông được sinh tại Berdyansk trên biển Azov (nay thuộc Ukraine), đến từ gia đình Do Thái Karaite.

## Cuộc sống và sự nghiệp
Abram Besicovitch được học dưới sự giám sự giám sát của Andrey Markov tại đại học St. Petersburg, tốt nghiệp với bằng tiến sĩ vào năm 1912. Sau đó, ông bắt đầu nghiên cứu trong lý thuyết xác suất. Ông đi theo thống giáo đông phương, gia nhập Giáo hội chính thống giáo Nga, và kết hôn vào 1916. Ông được bổ nhiệm thành giáo sư tại Đại học Perm trong 1917, rồi tham gia nội chiến Nga trong vòng 2 năm sau đó. Sang 1920,, ông chuyển sang dạy tại đại học Petrograd.
Trong 1924, ông chuyển tới Copenhagen cùng với Harald Bohr, nơi ông làm việc với các hàm gần tuần hoàn. Sau chuyến đi thăm G.H. Hardy tại đại học Oxford, ông được bổ nhiệm vào Đại học Liverpool trong 1926, rồi chuyển sang đại học Cambridge trong 1927.
Besicovitch chuyển tới đại học Cambridge trong 1927, vào 1950 ông được bổ nghiệm ngồi ghế Rouse Ball cho toán học, ông giữ vị trí này cho đến khi nghỉ hưu vào 1958. Ông được bổ nhiệm làm giảng viên trong khoa Toán học. Ông chủ yếu làm việc trên các phương pháp tổ hợp và các câu hỏi trên giải tích thực như bài toán cây kim Kakeya và số chiều Hausdorff-Besicovitch. Độ đo Kovner–Besicovitch của các đối xứng tâm của tập lồi 2 chiều cũng được đặt theo tên ông.
Ông cũng là một trong những ảnh hưởng lớn cho nhà kinh tế học Piero Sraffa, sau 1940 khi họ đều là hội viên của đại học Trinity, Cambridge, và trên Dennis Lindley, một trong những người thành lập chiến dịch vận động Bayes trong Anh. Ông mất tại Cambridge.

## Trao tặng và danh dự
Besicovitch trong 1934 được trở thành FRS và trong 1952 đoạt huy chương Sylvester từ hội hoàng gia Luân Đôn. Trong 1950 ông được nhận huy chương De Morgan của hiệp hội toán học London.
Hành tinh 16953 Besicovitch được theo tên ông.
Chân dung của Besicovitch vẽ bởi Eve Goldsmith Coxeter nằm trong bộ sưu tầm của đại học Trinity, Cambridge.

## Trích dẫn
- A mathematician's reputation rests on the number of bad proofs he has given.[13] (Dịch: Danh tiếng của một nhà toán học nằm trên số bài chứng minh tệ hại mà họ đã đưa)